# Giải bóng đá Hạng Nhì Quốc gia 2017 (kết quả chi tiết)
Dưới đây là kết quả các trận đấu tại Giải bóng đá hạng nhì quốc gia 2017.

## Vòng loại

### Bảng A

#### Vòng 1
| 5 tháng 5 năm 2017 | Phù Đổng FC | 0–2 | Trẻ Hà Nội | Sân vận động Hà Đông |
| 15:00              |             |     |            |                      |

| 5 tháng 5 năm 2017 | Viettel FC | 0–2 | Công An Nhân Dân | Sân Viettel |
| 15:30              |            |     |                  |             |

| 5 tháng 5 năm 2017 | Sanatech Khánh Hòa | 0–3 | Bình Định | Sân vận động 19 tháng 8 |
| 15:00              |                    |     |           |                         |

| 5 tháng 5 năm 2017 | Lâm Đồng | 2–0 | Kon Tum | Sân vận động Lâm Đồng |
| 15:00              |          |     |         |                       |

#### Vòng 2
| 9 tháng 5 năm 2017 | Công An Nhân Dân                                  | 2–0 | Phù Đổng FC | Sân vận động Hà Đông       |  |
| 15:00              | Phạm Đức Thông (9) 20' · Nguyễn Văn Long (11) 88' |     |             | Trọng tài: Nguyễn Mạnh Hải |  |

| 9 tháng 5 năm 2017 | Viettel FC                                                                                       | 3–3 | Trẻ Hà Nội                                                               | Trung tâm bóng đá Viettel  |  |
| 15:30              | Lê Tuấn Anh (8) 20' · Vũ Văn Quyết (17) 51' · Trần Danh Trung (22) 67' · Lê Tuấn Anh (8) 75' 86' |     | Nguyễn Văn Vĩ (21) 23' · Đào Văn Nam (17) 56' · Phạm Tuấn Hải (10) 90+1' | Trọng tài: Trần Quốc Thịnh |  |

| 9 tháng 5 năm 2017 | Kon Tum                                                                                  | 3–0 | Sanatech Khánh Hòa | Sân vận động Kon Tum |  |
| 16:00              | Cao Quốc Kiệt (2) 32' · Nguyễn Văn Sang (8) 55' · A Bi (12) 66' · Nguyễn Văn Đô (14) 80' |     |                    |                      |  |

| 9 tháng 5 năm 2017 | Lâm Đồng                                              | 2–0 | Bình Định | Sân vận động Lâm Đồng    |  |
| 15:00              | Nguyễn Văn Tám (17) 45+1' · Nguyễn Trọng Hùng (9) 49' |     |           | Trọng tài: Nguyễn Anh Vũ |  |

#### Vòng 13
| 13 tháng 7 năm 2017 | Sanatech Khánh Hòa | – | Công An Nhân Dân | Sân vận động 19 tháng 8 |
| 15:00               |                    |   |                  |                         |

| 13 tháng 7 năm 2017 | Lâm Đồng | 2 – 0 | Trẻ Hà Nội | Lâm Đồng |
| 15:00               |          |       |            |          |

| 13 tháng 7 năm 2017 | Kon Tum | – | Phù Đổng FC | Sân vận động Kon Tum |
| 15:00               |         |   |             |                      |

| 13 tháng 7 năm 2017 | Bình Định | – | Viettel FC | Sân vận động Bình Định |
| 15:00               |           |   |            |                        |

#### Vòng 14
| 18 tháng 7 năm 2017 | Sanatech Khánh Hòa | – | Trẻ Hà Nội | Sân vận động 19 tháng 8 |
| 15:00               |                    |   |            |                         |

| 18 tháng 7 năm 2017 | Lâm Đồng | – | Công An Nhân Dân | Lâm Đồng |
| 15:00               |          |   |                  |          |

| 18 tháng 7 năm 2017 | Kon Tum | – | Viettel FC | Sân vận động Kon Tum |
| 15:00               |         |   |            |                      |

| 18 tháng 7 năm 2017 | Bình Định | – | Phù Đổng FC | Sân vận động Bình Định |
| 15:00               |           |   |             |                        |

### Bảng B

#### Vòng 1
| 5 tháng 5 năm 2017 | Bến Tre | 2–1 | An Giang | Sân vận động Bến Tre |
| 15:00              |         |     |          |                      |

| 5 tháng 5 năm 2017 | Cà Mau | 0–2 | Long An | Sân vận động Long An |
| 15:00              |        |     |         |                      |

| 5 tháng 5 năm 2017 | Mancon Sài Gòn | 2–1 | Bình Thuận | Sân vận động Củ Chi |
| 15:00              |                |     |            |                     |

| 5 tháng 5 năm 2017 | PVF | 1–0 | Tiền Giang | Sân vận động Thành Long |
| 16:00              |     |     |            |                         |

#### Vòng 2
| 9 tháng 5 năm 2017 | Tiền Giang                                           | 2–1 | Mancon Sài Gòn          | Sân vận động Tiền Giang |  |
| 15:30              | Huỳnh Thanh Khiêm (11) 37' · Dương Hoàng Bảo (7) 47' |     | Nguyễn Văn Quí (18) 23' | Trọng tài: Lê Lưu Quang |  |

| 9 tháng 5 năm 2017 | An Giang | 4–1 | Cà Mau | Sân vận động An Giang |
| 15:30              |          |     |        |                       |

| 9 tháng 5 năm 2017 | Long An                                          | 2–1 | Bến Tre                  | Sân vận động Long An       |  |
| 15:30              | Nguyễn Nhật Nam (22) 14' · Đoàn Hải Quân (7) 23' |     | Đinh Tiến Phong (16) 37' | Trọng tài: Tăng Hoàng Tuấn |  |

| 9 tháng 5 năm 2017 | Bình Thuận           | 1–1 | PVF                  | Sân vận động Phan Thiết |  |
| 15:00              | Phạm Quốc Nam (3) 7' |     | Lê Văn Xuân (20) 18' | Trọng tài: Đỗ Thành Đệ  |  |

#### Vòng 13
| 13 tháng 7 năm 2017 | An Giang | – | Mancon Sài Gòn | Sân vận động An Giang |
| 15:00               |          |   |                |                       |

| 13 tháng 7 năm 2017 | Long An | – | PVF | Sân vận động Long An |
| 15:00               |         |   |     |                      |

| 13 tháng 7 năm 2017 | Cà Mau | – | Tiềng Giang | Sân vận động Cà Mau |
| 15:00               |        |   |             |                     |

| 13 tháng 7 năm 2017 | Bến Tre | – | Bình Thuận | Sân vận động Bến Tre |
| 15:00               |         |   |            |                      |

#### Vòng 14
| 18 tháng 7 năm 2017 | Bình Thuận | – | Long An | Sân vận động Phan Thiết |
| 15:00               |            |   |         |                         |

| 18 tháng 7 năm 2017 | Tiềng Giang | – | An Giang | Sân vận động Tiền Giang |
| 15:00               |             |   |          |                         |

| 18 tháng 7 năm 2017 | PVF | – | Bến Tre | Sân vận động Thành Long 1 |
| 15:00               |     |   |         |                           |

| 18 tháng 7 năm 2017 | Mancon Sài Gòn | – | Cà Mau | Sân vận động Củ Chi |
| 15:00               |                |   |        |                     |

## Vòng chung kết

### Trận 1
| Công An Nhân Dân | 4–0        | Mancons Sài Gòn                                 |
| --- | ---------- | ----------------------------------------------- |
| Phạm Đức Thông (9) 15' · Nguyễn Văn Long (11) 80', 89' · Bùi Văn Hưng (22) 84' · Đinh Văn Hưng (10) 18' · Phạm Đức Thông (9) 19' · Nguyễn Văn Giang (28) 25' | vff.org.vn | Đỗ Huy Long (15) 85' · Phan Thanh Bình (16) 88' |

Công An Nhân Dân chiến thắng sẽ thi đấu trận 5.

### Trận 2
| PVF | 0–1        | Bình Định          |
| --- | ---------- | ------------------ |
|     | vff.org.vn | Hồ Tấn Tài (4) 86' |

Bình Định chiến thắng sẽ thi đấu trận 6.

### Trận 3
| Hà Nội B | 8–0        | Long An B                                       |
| --- | ---------- | ----------------------------------------------- |
| Phạm Tuấn Hải (10) 33', 40', 59' · Nguyễn Văn Đức (19) 55', 67' · Phạm Văn Long (16) 72', 86' · Lương Văn Hùng (7) 86' · Lê Văn Nam (23) 80' | vff.org.vn | Đoàn Hải Quân (7) 15' · Trần Minh Tòng (24) 62' |

Hà Nội B chiến thắng sẽ thi đấu trận 6.

### Trận 4
| Bình Thuận            | 1–0        | Lâm Đồng |
| --------------------- | ---------- | -------- |
| Trịnh Đức Bốn (7) 37' | vff.org.vn |          |

Bình Thuận chiến thắng sẽ thi đấu trận 5.

### Trận 5
| Công An Nhân Dân                                                                                             | 3–0        | Bình Thuận             |
| --- | ---------- | ---------------------- |
| Nguyễn Hữu Tuấn (7) 30', 36' (ph.đ.) · Đinh Văn Hưng (10) 53' · Bùi Văn Đức (4) 41' · Đồng Văn Đoàn (12) 83' | vff.org.vn | Trịnh Đức Lợi (23) 34' |

Công An Nhân Dân dành chiến thắng sẽ thăng hạng lên V.League 2 năm 2018. Bình Thuận sẽ thi đấu trận 7.

### Trận 6
| Bình Định        | 1–0        | Hà Nội B             |
| ---------------- | ---------- | -------------------- |
| Lê Thanh Tài 73' | vff.org.vn | Lê Anh Tuấn (17) 75' |

Bình Định dành chiến thắng sẽ thăng hạng lên V.League 2 năm 2018. Hà Nội B sẽ thi đấu trận 7.

### Trận 7
| Bình Thuận | 0–3        | Hà Nội B                                           |
| ---------- | ---------- | -------------------------------------------------- |
|            | vff.org.vn | Phạm Tuấn Hải (10) 37' · Đào Văn Nam (17) 51', 71' |

Hà Nội B chiến thắng sẽ thăng hạng lên V.League 2 năm 2018. Bình Thuận sẽ thi đấu play-off với đội xếp thứ 7 của giải V-League 2 năm 2017.

## Trận play off
| ngày 5 tháng 8 năm 2017 Play-off | Đồng Tháp                                                    | 2 - 1    | Bình Thuận                      | Quảng Nam                                                   |  |
| 15:30                            | Bạch Đăng Khoa (8) 48' · Nguyễn Ngọc Anh (9) 90+2' 70' 90+2' | Chi tiết | Nguyễn Vũ Trường Giang (18) 57' | Sân vận động: Sân vận động Tam Kỳ Trọng tài: Đặng Quốc Dũng |  |